# Guillaume Devin
Guillaume Devin, né le 24 novembre 1954, est un politologue français, professeur émérite des universités à Sciences Po, spécialiste de la sociologie des relations internationales, associé au Centre de recherches internationales (CERI - CNRS - Sciences Po).

## Biographie
Juriste et avocat de formation, Guillaume Devin est titulaire d'un DEA de droit du travail, d'un DEA de droit pénal et de sciences criminelles et d'un DEA de science politique de l'Université Paris X - Nanterre. Il obtient, en 1988, un doctorat d'État en science politique portant sur "L'Internationale socialiste (1945-1976) : politique et éthique du socialisme international". 
Reçu premier à l'agrégation de science politique en 1991, il devient professeur des universités à l'Université Rennes 1, puis à l'université Paris X - Nanterre, avant d'intégrer, en 2000, l'Institut d'études politiques de Paris où il enseigne la sociologie et la science politique des relations internationales.
Ses recherches portent sur l'étude sociologique des relations internationales, l'association de l'analyse des faits internationaux avec les enseignements de la sociologie générale, ainsi que sur le rôle des organisations internationales. Un numéro thématique de la revue Études internationales intitulé « Repenser l’international(isme) : variations sur les travaux de Guillaume Devin » (No. 2, Vol. 53, été 2022) lui rend hommage et revient sur son oeuvre.  
Guillaume Devin a fondé et dirigé la Collection "Relations internationales" aux Presses de Sciences Po. Il est également fondateur du Groupe de recherche sur l'action multilatérale (GRAM). 

## Publications (sélection)

### Ouvrages
- Sociologie des relations internationales (avec Marieke Louis), Paris, La Découverte, 2023 (5ème éd.), 125 p.
- Les organisations internationales. Entre intégration et différenciation., Paris, Armand Colin, 2022 (3ème éd.), 336 p.
- La construction européenne (avec Guillaume Courty), Paris, La Découverte, 2018 (4ème éd.), 125 p.
- Un seul monde. L'évolution de la coopération internationale, Paris, CNRS Editions, 2013, 60 p.
- Pour un autre regard sur les migrations. Construire une gouvernance mondiale (avec Bertrand Badie, Rony Brauman, Emmanuel Decaux et Catherine Wihtol de Wenden), Paris, La Découverte, 2008, 121 p.
- L’Internationale socialiste. Histoire et sociologie du socialisme international, Paris, Presses de Sciences Po, 1993, 437 p.
- Personnel politique français, 1870-1988 (avec Pierre Avril, Hugues Portelli et al.), Paris, PUF, 1989, 442 p.

### Directions et co-directions d'ouvrages
- L’Assemblée générale des Nations unies (avec Franck Petiteville et Simon Tordjman, dir.), Paris, Presses de Sciences Po, 2020, 300 p.
- 10 concepts d'anthropologie en science politique (avec Michel Hastings, dir.),  Paris, CNRS Editions, 2018, 245 p.
- Méthodes de recherche en relations internationales (dir.), Paris, Presses de Sciences Po, 2016, 270 p. (version remaniée, traduction anglaise : Resources and Applied Methods in International Relations, Palgrave, Macmillan, 2018).
- 10 concepts sociologiques en relations internationales (dir.), Paris, CNRS Editions, 2015, 224 p.
- Faire la paix. La part des institutions internationales (dir.), Paris, Presses de Sciences Po, 2009, 271 p.
- Le Multilatéralisme. Nouvelles formes de l’action internationale (avec Bertrand Badie, dir.), Paris, La Découverte, 2007, 232 p.
- Les solidarités transnationales (dir.), Paris, L’Harmattan, 2004, 209 p.
- Syndicalisme : dimensions internationales (dir.), Paris, Erasme, 1990, 420 p.

### Articles et contributions à des ouvrages collectifs
- « L’analyse des organisations internationales : une perspective systémique », Civitas Europa, 2020, Vol. 2, No. 45, p. 225-235.
- « L’avenir du multilatéralisme. Pourquoi le multilatéralisme est-il résilient et fragile malgré tout ? », Site du CERI, 26 mai 2020.
- « Les métamorphoses de l’intérêt national » (avec Frédéric Ramel), in : Delphine Allès et al., Un monde fragmenté. Autour de la sociologie des relations internationales de Bertrand Badie, Paris, CNRS-Editions, 2018.
- « Elias (Norbert) » in : Benoît Durieux, Jean-Baptiste Jeangène Vilmer, Frédéric Ramel, dir., Dictionnaire de la guerre et de la paix, Paris, PUF, 2017, p. 457-463.
- « Paroles de diplomates. Comment les négociations multilatérales changent la diplomatie » in : Franck Petiteville et  Delphine Placidi-Frot, dir., Négociations internationales, Paris, Presses de Sciences Po, 2013, p. 77-103.
- « Les évolutions de l'ONU : concurrences et intégration » (avec Delphine Placidi-Frot), Critique internationale, 2011, Vol. 4, No. 53, p. 21-41.
- « Que reste-t-il du fonctionnalisme international ? Relire David Mitrany (1888-1975) », Critique internationale, Vol. 1, No. 38, 2008, p.137-152.
- « Norbert Elias et l'analyse des relations internationales », Revue française de science politique, Vol. 45, No. 2, p. 305-327.